# John Rostill
John Henry Rostill (født 16. juni 1942 i Birmingham, død 26. november 1973 i London) var en engelsk el-bassist i den engelske instrumentalgruppe The Shadows fra november 1963 til marts 1970. Rostill kom med i The Shadows i november 1963, da hans forgænger Brian Locking sprang fra for at hellige sig sin religion, Jehovas Vidner. John var en stabil bassist, sanger og komponist og tilførte gruppen ny musikalsk inspiration. I 1970 fik han en invitation til at blive bassist i Tom Jones' backinggruppe, som turnerede en del i USA på det tidspunkt, som han accepterede.
Efter endt turné med Tom Jones helligede han sig mere og mere sine egne kompositioner. Han skrev flere store hit-numre til Olivia Newton-John, bl.a. "Let Me Be There", "If You Love Me let Me Know" og "Please Mr. Please"; de to førstnævnte er også indspillet af Elvis Presley.
John Rostill blev på tragisk vis fundet død af The Shadows rytmeguitarist Bruce Welch i sit hjemmestudie af en overdosis af barbiturater i Radlett, Hertfordshire, 26. november 1973. 

## LP/CD Diskografi
- The Shadows - Dance with The Shadows (1964)
- The Shadows - The Sound of The Shadows (1965)
- The Shadows - Shadow Music (1966)
- The Shadows - Live in Japan (1967)
- The Shadows - Jigsaw (1967)
- The Shadows - From Hank Bruce Brian & John (1967)
- The Shadows & Cliff Richard - Established 1958 /halv Cliff halv Shadows (1968)
- The Shadows - Live in Japan (1969)
- The Shadows - Shades of Rock - (1970) (med på enkelte numre)
- Cliff Richard & The Shadows - Wonderful Life (1964)
- Cliff Richard & The Shadows - Aladdin & His Wonderful Lamp (1964)
- Cliff Richard & The Shadows - When in Rome (1965)
- Cliff Richard & The Shadows - Cliff Richard & The Shadows (1965)
- Cliff Richard & The Shadows - Love is Forever (1965)
- Cliff Richard & The Shadows - Finders Keepers (1966)
- Cliff Richard & The Shadows - Cinderella (1967)
- Brian Bennett - Change of Direction (1967)
- Tom Jones - Live in Las Vegas (1969)
- Tom Jones - Live at Cesars Palace - (1972)
- Gilbert O'Sullivan - Himself (1971)
- Gilbert O'Sullivan - Back to Front (1972)
- Big Jim Sullivan - Sullivan Plays O´Sullivan (1973)

## Singler
- The Shadows - "The Rise and Fall of Flingle Bunt" / "Its a Mans World" (1964)
- The Shadows - ""Rhythm and Greens" / "The Miracle"   (1964)
- The Shadows - "Chattanooga Choo Choo" / "Walkin"  (1964)
- The Shadows - "Rhythm & Greens" / "Ranka-Chank" / "Main Theme" / "The Drum Number" / "The Lute Number" - EP (1964)
- The Shadows - "Genie with the Light Brown Lamp" / "Little Princess" (1964)
- The Shadows - "Brazil" / "National Provincial Samba" (1965)
- The Shadows -	"Mary Anne" / "Chu-Chi" (1965)
- The Shadows - "Stingray" / "Alice in Sunderland"  (1965)
- The Shadows - "Don't Make My Baby Blue" / "My Grandfather's Clock" (1965)
- The Shadows - "The War Lord" / "I Wish I Could Shimmy Like My Sister Arthur" (1965)
- The Shadows - "Me Oh My" / "Friends" (1965)
- The Shadows -	"I Met a Girl" / Late Night Set (1966)
- The Shadows - Thunderbirds Are Go! - "Shooting Star" * / "Lady Penelope" / "Thunderbirds Theme" / "Zero X Theme" ( med Cliff Richard på *) - EP (1966)
- The Shadows - "Finders Keepers", "My Way", "Paella" , "Fiesta" / "Autumn" / "The Flyder And The Spy" / "My Way" - EP (1966)
- The Shadows - "A Place in the Sun" / "Will You Be There" (1966)
- The Shadows - "The Dreams I Dream" / "Scotch on the Socks" (1966)
- The Shadows - In Japan - "Omoide No Nagisa" / "Kimi To Itsumademo" / "Londonderry Air" / "Gin-Iro Michi" - EP (1967)
- The Shadows - "Maroc 7" / "Bombay Duck" (1967)
- The Shadows - "Tomorrow's Cancelled" / "Somewhere" (1967)
- The Shadows - "Running Out of World" / "London's Not Too Far" (Hank Marvin solo på B siden) (1968)
- The Shadows - "Dear Old Mrs Bell" / "Trying to Forget the One You Love" (1968)
- The Shadows - "I Cant Forget" / "Running out Of World" (1968)
- The Shadows -	"Slaughter on Tenth Avenue" / "Midnight Cowboy" (Hank Marvin solo på B siden) (1969)
- "Funny Old World" / "Green Apples" (1971) solosingle
- Brian Bennett - "Canvas" / "Slippery Jim de Grice" (1967) single
- Brian Bennett´s Thunder Company - "Riddin´on the Gravy Train" / "Bubble Drum" (1970) single

## Film
- Wonderful Life (1964) - med Cliff Richard og The Shadows
- Finders Keepers (1966) - med Cliff Richard og The Shadows
- Rhythm 'n Greens (1966) - med The Shadows
- Thunderbirds are Go (som dukke) (1966) - med Cliff Richard og The Shadows

## Teater stykker
- Aladdin (1964) - med Cliff Richard og The Shadows
- Cinderella (1967) - med Cliff Richard og The Shadows